# Baraki Osuchowskie
Baraki Osuchowskie – kolonia w Polsce położona w województwie mazowieckim, w powiecie żyrardowskim, w gminie Mszczonów.